# Négycsillagos szálloda
A négycsillagos szálloda olyan kereskedelmi szálláshely, mely Magyarországon megfelel a következő törvényi előírásoknak a belkereskedelemről szóló 1978. évi I. törvény 40. §-a és az 54/2003. (VIII.29.) GKM rendelet alapján:
Megfelel a háromcsillagos szálloda követelményeinek a következő kiegészítésekkel:

## Felszereltsége
- 1. A szálloda legalább egy különteremmel rendelkezik.
- 2. A szállodai szobaegység nagysága legalább a szobák 80%-ánál:
  - Egyágyas: legalább 16 négyzetméter.
  - Kétágyas: legalább 24 négyzetméter.
- 3. A szobák berendezése, felszereltsége:
  - Szoba: minibár, üvegnyitók, poharak a minibárhoz, jegyzettömb íróeszközzel, távirányítású színes TV, a szobában hotelkommunikációs rendszer is ki van építve.
  - Lakosztály: a háló- és lakóterület építészetileg elválasztott, legalább 30 négyzetméter alapterületű és a szállodában legalább egy, 50 szoba felett minden megkezdett 50 szoba után további egy állandó lakosztály van kialakítva.
- 4. A vizesblokkok száma: valamennyi szoba fürdőszobás.
- 5. A vizesblokk berendezése, felszereltsége: elegendő lerakodóhely piperecikkek részére, nagyméretű tükör, hajszárító, eltérő feszültségre és szabványokra kiképzett elektromos csatlakozók, borotválkozó tükör.
- 6. A vendégek részére biztosítandó tájékoztatás, eszközök: a fürdőszobákban csomagolt zuhanysapka, higiéniai kendő.
- 7. Lift: az egy emeletnél magasabb szállodákban lift áll a vendégek rendelkezésére.
- 8-9-10-11.: Lásd háromcsillagos szálloda.

## Kötelező szolgáltatások
- 1. Recepciószolgálat: 24 órán át műszakonként legalább három idegen nyelven. Csomagszolgálat: legalább napi 16 órán át londiner által.
- 2. Textíliaváltás: az ágyneműt legalább három naponta váltják. Mosás, vasalás: a vendég által mosatásra átadott ruhaneműt 24 órán belül tisztán vissza kell adni. A ruha, fehérnemű átvasalását a szálloda hétvégén is biztosítja.
- 3. Étel-, italkínálat:
  - szezonjelleggel működő szállodában: kétféle 3 fogásos menü, a főfogásban 2-2 választási lehetőséggel, vagy büféebéd és -vacsora: 5-5-féle előétel, főétel, 3-3-féle leves, saláta és desszert, valamint kétféle sajt,
  - az egész évben üzemelő szállodában: á la carte étel- és italválaszték, legalább 12-féle magyar minőségi borral.
- 4. Felszolgálás: szobaszerviz: egész nap
- 5. Egyéb szolgáltatások: széf a szobákban vagy a portán, bel- és külföldi sajtótermékek árusítása, repülőjegy-konfirmálás, fitnesz- vagy gyógyászati centrum, kocsirendező, konferenciaszolgáltatás.
- 6. Légkondicionálás: a szállodai közös helyiségek légkondicionáltak.

## Fakultatív szolgáltatások
- A négycsillagos szállodánál az elérendő minimális pontszám: 130